# Porvenir de Nandayure
Porvenir es un distrito del cantón de Nandayure, en la provincia de Guanacaste, de Costa Rica.

## Geografía
Porvenir cuenta con un área de 40,15 km² y una altitud media de 526 m s. n. m.

## Demografía
Para el año 2022, Porvenir cuenta con una población estimada de 769 habitantes, y para el último censo efectuado, en 2011, Porvenir contaba con una población de 741 habitantes.

## Localidades
- Cabecera: Cerro Azul
- Poblados: Ángeles, Bellavista, Cabeceras de Río Bejuco, Chompipe (parte), Delicias, Quebrada Grande, San Josecito.

## Transporte

### Carreteras
Al distrito lo atraviesan las siguientes rutas nacionales de carretera:
- Ruta nacional 903